# Катрин Торнтън
Катрин Раян Кордел Торнтън (на английски: Kathryn Ryan Cordell Thornton) е американски астронавт, участник в четири космически полета.

## Образование
Катрин Торнтън завършва колежа Sidney Lanier High School  в Монтгомъри, Алабама през 1970 г. През 1974 г. се дипломира като бакалавър по физика в Университета Обърн, Алабама. През 1977 г. получава магистърска степен в същото висше учебно заведение. докторат от Масачузетски университет в Амхърст. През 1979 г. защитава два доктората - по физика и философия в Щатския университет на Вирджиния. Същата година става постдокторален изследоватев в института на НАТО „Макс Планк“, Хайделберг, Германия. В края на 1980 г. се завръща в САЩ и започва работа като ядрен физик в Научния изследователски и технологичен център на USArmy.

## Служба в НАСА
Катрин Торнтън е избрана за астронавт от НАСА на 23 май 1984 г., Астронавтска група №10. Завършва общия курс на обучение през юли 1985 г. Тя е взела участие в четири космически полета и има над 975 часа в космоса, както и повече от 21 часа извънкорабна дейност.
| Космически полети на Катрин Раян Кордел Торнтън          | Космически полети на Катрин Раян Кордел Торнтън | Космически полети на Катрин Раян Кордел Торнтън | Космически полети на Катрин Раян Кордел Торнтън | Космически полети на Катрин Раян Кордел Торнтън   | Космически полети на Катрин Раян Кордел Торнтън | Космически полети на Катрин Раян Кордел Торнтън |
| №                                                        | Дата                                            | КК                                              | Емблема на мисията                              | Функции                                           | Продължителност                                 |                                                 |
| -------------------------------------------------------- | ----------------------------------------------- | ----------------------------------------------- | ----------------------------------------------- | ------------------------------------------------- | ----------------------------------------------- | ----------------------------------------------- |
| 1                                                        | 23 ноември 1989                                 | „Дискавъри“, мисия STS-33                       |                                                 | Специалист на мисията                             | 5 денонощия 00 часа 06 мин. 46 сек.             |                                                 |
| 2                                                        | 7 май 1992                                      | „Индевър“, мисия STS-49                         |                                                 | Специалист на мисията                             | 8 денонощия 21 часа 17 мин. 38 сек.             |                                                 |
| 3                                                        | 2 декември 1993                                 | „Индевър“, мисия STS-61                         |                                                 | Специалист на мисията                             | 10 денонощия 19 часа 58 мин. 37 сек.            |                                                 |
| 4                                                        | 20 октомври 1995                                | „Колумбия“, мисия STS-73                        |                                                 | Специалист на мисията, Командир на полезния товар | 15 денонощия 21 часа 53 мин. 16 сек.            |                                                 |
| Сумарно време в космоса – 40 денонощия 15 часа 14 минути |                                                 |                                                 |                                                 |                                                   |                                                 |                                                 |